# Gelatinipulvinella
Gelatinipulvinella är ett släkte av svampar. Gelatinipulvinella ingår i familjen Leotiaceae, ordningen Leotiales, klassen Leotiomycetes, divisionen sporsäcksvampar och riket svampar.
|                    | Sphagnicola                                      |
|                    |                                                  |
|                    | Pezoloma                                         |
|                    |                                                  |
|                    | Alatospora                                       |
|                    |                                                  |
|                    | Leotia                                           |
|                    |                                                  |
|                    | Halenospora                                      |
|                    |                                                  |
|                    | Potridiscus                                      |
|                    |                                                  |
| Gelatinipulvinella | \| \| Gelatinipulvinella astraeicola \| \| \| \| |
|                    | \| \| Gelatinipulvinella astraeicola \| \| \| \| |
|                    | Geocoryne                                        |
|                    |                                                  |
|                    | Gelatinipulvinella astraeicola                   |
|                    |                                                  |

|  | Gelatinipulvinella astraeicola |
|  |                                |